# Lijst van voetbalinterlands Albanië - Oekraïne (vrouwen)
Deze lijst van voetbalinterlands is een overzicht van alle officiële voetbalwedstrijden tussen de nationale vrouwenteams van Albanië en Oekraïne. De landen hebben tot nu toe vier keer tegen elkaar gespeeld.

## Wedstrijden
| № | Plaats   | Datum            | Competitie                       | Wedstrijd          | Uitslag |
| - | -------- | ---------------- | -------------------------------- | ------------------ | ------- |
| 1 | Elbasan  | 4 maart 2016     | EK 2017 kwalificatie             | Albanië − Oekraïne | 0 − 4   |
| 2 | Lviv     | 8 april 2016     | EK 2017 kwalificatie             | Oekraïne − Albanië | 2 − 0   |
| 3 | Tirana   | 21 februari 2025 | UEFA Women's Nations League 2025 | Albanië − Oekraïne | 1 − 2   |
| 4 | Varaždin | 30 mei 2025      | UEFA Women's Nations League 2025 | Oekraïne − Albanië | 2 − 1   |

## Samenvatting
| Competitie                  | Totaal gespeeld | Winst Albanië | Gelijk | Winst Oekraïne | Doelsaldo Albanië – Oekraïne |
| --------------------------- | --------------- | ------------- | ------ | -------------- | ---------------------------- |
| EK kwalificatie             | 2               | 0             | 0      | 2              | 0 − 6                        |
| UEFA Women's Nations League | 2               | 0             | 0      | 2              | 2 − 4                        |
| Totaal                      | 4               | 0             | 0      | 4              | 2 − 10                       |